# Correbia lycoides
Correbia lycoides là một loài bướm đêm thuộc phân họ Arctiinae, họ Erebidae.